# İbrahim Ferdi Coşkun
İbrahim Ferdi Coşkun (* 20. April 1987 in Gaziantep) ist ein türkischer Fußballspieler.

## Karriere
İbrahim Ferdi Coşkun begann mit dem Vereinsfußball in der Jugend von Gaziantepspor. 1998 erhielt er hier einen Profivertrag, spielte aber eine Saison ausschließlich für die Reservemannschaft. 
Im Sommer 2006 wurde er für zwei Spielzeiten an den Drittligisten Gaskispor ausgeliehen, um ihm so die Möglichkeit zu bieten, Spielpraxis in einer Profiliga zu sammeln. 2008 kehrte er zu Gaziantepspor zurück und zählte fortan zu den regelmäßig eingesetzten Spielern. Im Sommer 2007 übernahm Tolunay Kafkas den Trainerposten bei Gaziantepspor und setzte Coşkun auf die Liste der Spieler, mit denen er nicht für die neue Saison plane. Da Coşkun aber kurzfristig keinen Verein fand, wurde er zur Reserve degradiert.
Schließlich verließ er als Leihgabe im Frühjahr 2011 Gaziantepspor und ging zum Zweitligisten Gaziantep Büyükşehir Belediyespor. Bei Gaziantep BB wurde er auf Anhieb Stammspieler und verpasste mit seiner Mannschaft den Aufstieg in die Süper Lig erst im letzten Spiel.
Im Sommer 2011 wechselte er zu Mersin İdman Yurdu. Er wurde hierher auf Wunsch des Trainers Nurullah Sağlam geholt, mit dem Coşkun bereits bei Gaziantepspor zusammenarbeitete. Bereits zum Saisonende kehrte er zu seinem ehemaligen Verein Gaziantepspor zurück.
Für die Saison 2013/14 unterschrieb Coşkun bei Gaziantep Büyükşehir Belediyespor. Im Februar 2015 wechselte er zum Drittligisten Diyarbakır Büyükşehir Belediyespor.